# یواس‌اس کاتامانت (ال‌اس‌دی-۱۷)
یواس‌اس کاتامانت (ال‌اس‌دی-۱۷) (به انگلیسی: USS Catamount (LSD-17)) یک کشتی بود که طول آن 457 ft 9 in (139.5 m) overall بود. این کشتی در سال ۱۹۴۵ ساخته شد.